# José Nicolás de Azara (Mengs)
El Retrato de José Nicolás de Azara es una pintura al óleo sobre tabla de chopo, de estilo neoclásico, realizada en 1774 por Anton Raphael Mengs, que forma parte desde 2012 de la colección del Museo del Prado.
Aunque la institución poseía ya un amplio conjunto de pinturas del artista de Aussig (veintisiete), compuesto en su mayor parte precisamente por retratos —el resto eran cuatro cuadros de temática religiosa, uno de ellos de atribución dudosa, y un par de bocetos del mismo carácter—, casi todos ellos eran retratos oficiales de miembros de la familia real, salvo un Autorretrato y el de El padre jesuita Francesco Pepe, también de reciente adquisición (2005), por lo que la incorporación del presente retrato, «uno de los más impresionantes creados por Mengs en los últimos años de su vida», supone un importante enriquecimiento al añadir una obra de carácter más íntimo y personal.

## Descripción

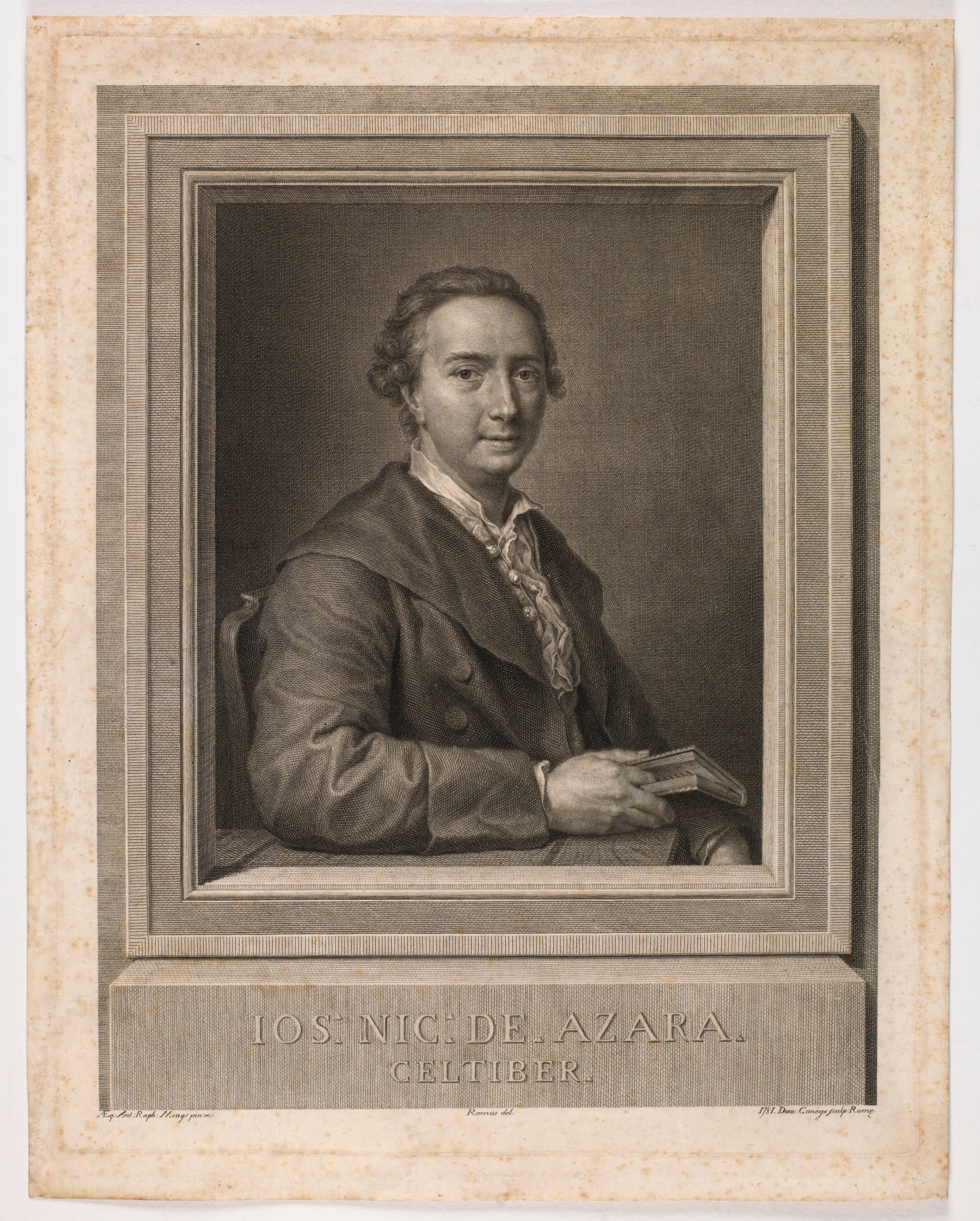
José Nicolás de Azara. Domenico Cunego (grabador), Francisco Javier Ramos (dibujante) y Anton Raphael Mengs (pintor). Aguafuerte y buril, 1781. Gabinete de Dibujos, Estampas y Fotografías del Museo del Prado, donación anónima.

La obra fue realizada en Florencia, entre finales de 1773 y principios de 1774. Una inscripción en el reverso así lo atestigua: «Mengs à su amigo Azara, en Florencia por enero 1774» (la fecha indicada sería la de su finalización).
Azara encargó grabar este retrato, para lo que eligió a Domenico Cunego, al que el «pintor filósofo» consideraba el mejor grabador que había conocido en Roma. Lo ejecutó en 1781, al aguafuerte y buril, por dibujo preparatorio de Francisco Javier Ramos, artista español pensionado en la ciudad que había estudiado con el propio Mengs. Posteriormente fue grabado, también en Roma, por Giacomo Bossi, en 1784, con dibujo preparatorio de Buenaventura Salesa; para ser incluido en el libro Storia delle arti del disegno presso gli antichi, la traducción al italiano de Geschichte der Kunst des Altertums, Historia del arte de la Antigüedad, de Winckelmann, que el editor Carlo Fea dedicó al propio Azara. Todo ello otorgó una amplia difusión al retrato ya en su época.

## Procedencia

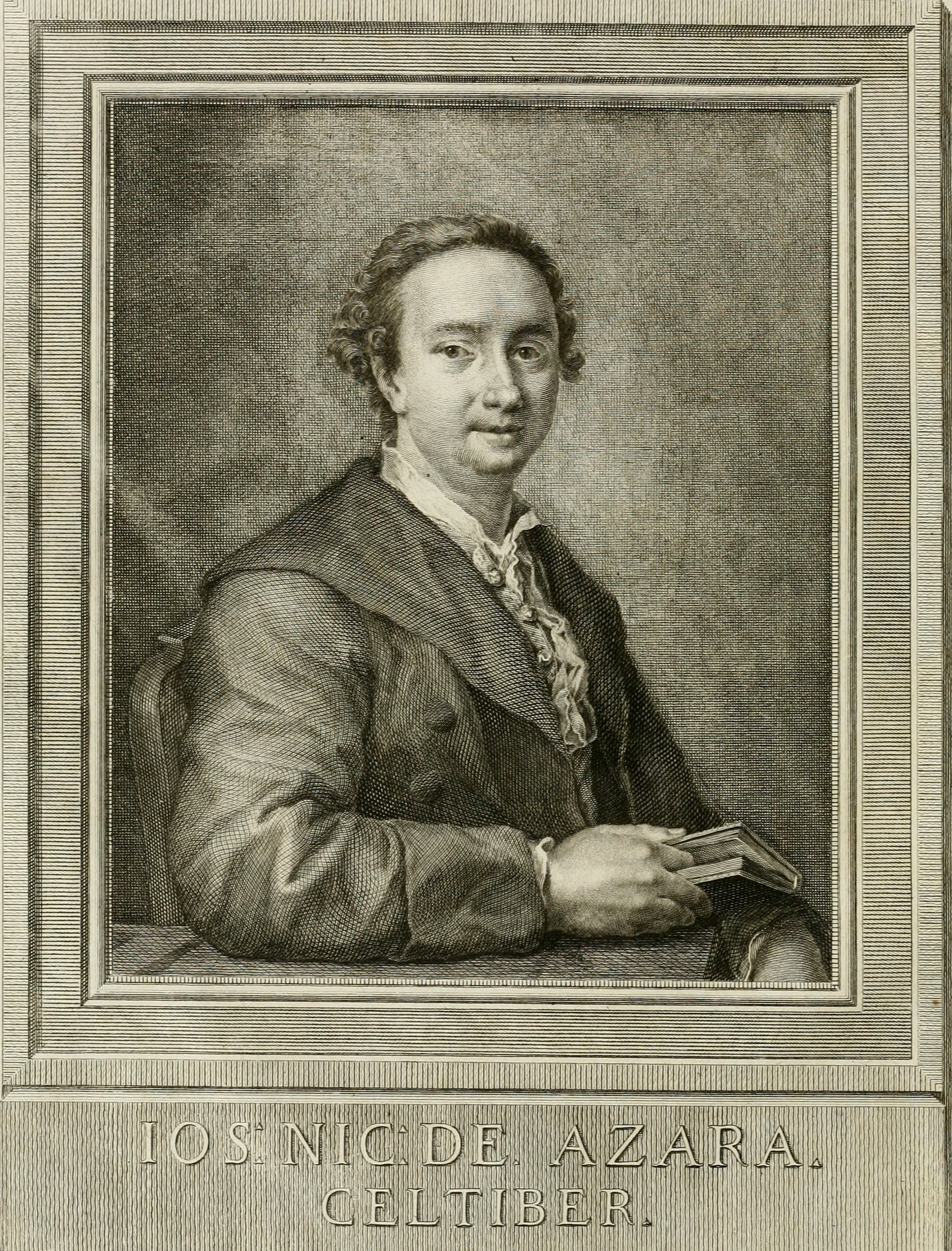
José Nicolás de Azara. Giacomo Bossi (grabador), Buenaventura Salesa (dibujante) y Anton Raphael Mengs (pintor), 1784.

Tras la muerte del retratado el cuadro permaneció siempre en poder de sus herederos, que entre 1928 y 1976 lo tuvieron depositado en el Museo de Bellas Artes de Zaragoza. Finalmente, en noviembre de 2012 se lo adquirió, por ciento ochenta mil euros, el Ministerio de Educación, Cultura y Deporte, que lo adscribió al Museo del Prado. Según declaró Gudrun Maurer, conservadora del Departamento de Pintura del siglo XVIII y Goya, la obra se hallaba en un «estado de conservación exquisito».

### Segunda versión
Otra versión del retrato, virtualmente idéntica y considerada autógrafa de Mengs, si bien pintada sobre lienzo, se exhibe en el Getty Center de Los Ángeles; fue donada al museo en 2019.